# Arturo Schena
Arturo Schena (Sondrio, 18 maggio 1917 – 18 agosto 1990) è stato un banchiere e politico italiano, sindaco di Sondrio dal 1953 al 1965 e presidente della provincia di Sondrio dal 1965 al 1970.

## Biografia
Dopo la laurea giurisprudenza all'Università Cattolica del Sacro Cuore è diventato avvocato.
Dal 1946 al 1953 è stato consigliere comunale a Sondrio, di cui poi è stato sindaco dal 1953 al 1965. Dal 1965 al 1970 è stato Presidente della Provincia di Sondrio.
Dal 1969 al 1989 è stato Presidente del Consiglio di Amministrazione della Banca Piccolo Credito Valtellinese. La banca ha istituito un premio in suo nome.